# CTBC Brothers
Los Elefantes Brother (en chino tradicional 兄弟象) son un equipo de béisbol profesional taiwanés fundado en 1989, el club forma parte de la Liga de Béisbol Profesional China y es uno de los equipos fundadores de esa liga. Su principal patrocinante es el Brother Hotel, juega de local en Taipéi. Es el equipo con mayor número de títulos del béisbol de Taiwán con un total de seis.
Los Elefantes se establecieron en 1984 pero como un equipo amateur, terminando de profesionalizarse en 1989 cuando se crea la liga, el 17 de marzo de 1990 los Elefantes Brother junto a los Leones Uni-President fueron los encargados de hacer el primer juego del béisbol profesional taiwanés, el partido se realizó en el hoy demolido Estadio Municipal de Béisbol de Taipéi, curiosamente estos dos equipos son los únicos que han disputado la Serie de Taiwán desde ese año hasta la actualidad.

## Títulos obtenidos
Locales
7 Títulos locales
1992·1993·1994·2001·2002·2003·2010